# Respirasome

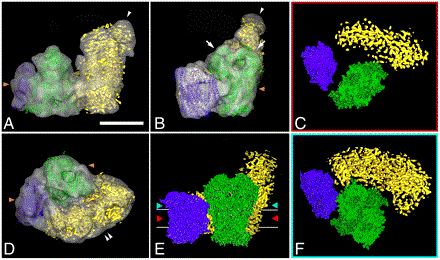
Supercomplexe formé des complexes, III et IV, respectivement représentés en jaune, vert et bleu. Les vues A, B et E sont latérales, les complexes étant orientés verticalement dans la membrane mitochondriale interne. La vue D les représente depuis l'espace intermembranaire mitochondrial tandis que les vues C et F les représentent depuis la matrice mitochondriale. Les lignes horizontales de la vue E indiquent les faces de la membrane.

Un respirasome, ou supercomplexe, est un assemblage d'enzymes de la chaîne respiratoire mitochondriale formant une structure supramoléculaire englobant deux ou trois des complexes respiratoires I, III et IV — respectivement la NADH déshydrogénase, la coenzyme Q-cytochrome c réductase et la cytochrome c oxydase. L'existence de ce type de structures est fortement suggérée par un certain nombre d'observations peu compatibles avec le modèle initial décrivant les complexes respiratoires comme individualisés et se distribuant de manière fluide dans la membrane. Ces supercomplexes apparaissent comme nécessaires à la formation de complexes respiratoires stables et fonctionnellement actifs. Ils ont été observés dans un grand nombre d'espèces et de tissus différents, notamment dans le cerveau, le foie, les reins, les muscles squelettiques et le cœur chez le rat, le cœur chez le bœuf, les fibroblastes de la peau humaine, les mycètes, les plantes,, et le nématode Caenorhabditis elegans.
Les premiers supercomplexes, formés des complexes III et IV, ont été identifiés dès 1985 à partir de bactéries,, et de levures,. Des supercomplexes formés des complexes I, III et IV ont également été observés en 2000 à partir de membranes mitochondriales internes bovines par une technique d'électrophorèse des protéines.

## Composition et dynamique
Les supercomplexes les plus couramment observés sont formés des complexes I / III, I / III / IV et III / IV. Les complexes II — succinate déshydrogénase — sont généralement observés sous forme libre dans les mitochondries à la fois de plantes et d'animaux. De même, l'ATP synthase est rarement observée comme partie intégrante d'un supercomplexe.
L'assemblage des supercomplexes paraît être dynamique, les enzymes respiratoires fluctuant entre un état lié à un respirasome et un état dissocié dans lequel elles diffusent librement dans la membrane mitochondriale interne. On ignore précisément ce qui déclenche le passage de l'état lié à l'état dissocié, mais on a observé que la formation des supercomplexes est fortement liée à la composition de la bicouche lipidique de la membrane mitochondriale interne, et requiert en particulier la présence de cardiolipine, un lipide membranaire particulier. Le nombre de supercomplexes observés dans les mitochondries de levures dépourvues de cardiolipine est significativement réduit,. La cardiolipine agirait en neutralisant la charge des résidus de lysine des domaines en interaction des complexes III et IV, ce qui stabiliserait la formation du supercomplexe correspondant. Une autre hypothèse expliquant la formation des supercomplexes fait appel au potentiel électrochimique de membrane, qui modifierait les interactions électrostatiques et hydrophobes à l'œuvre dans l'assemblage des supercomplexes.

## Signification fonctionnelle
La signification fonctionnelle des respirasomes n'est pas encore très claire. Il a été proposé que cette organisation des enzymes respiratoire limite les dommages dus aux dérivés réactifs de l'oxygène et optimise l'efficacité de la chaîne respiratoire. On a montré en 2006 que les complexes I et III présentent une activité catalytique accrue lorsqu'ils forment un supercomplexe comprenant le complexe IV, ce qui tendrait à montrer que la présence de ce complexe favoriserait leur efficacité catalytique. De nombreuses observations ont également mis en évidence l'importance des respirasomes pour la stabilité et l'efficacité du complexe I. Ils pourraient également optimiser l'utilisation des substrats par les enzymes respiratoires.